# The Essential "Weird Al" Yankovic
The Essential "Weird Al" Yankovic é a décima coletânea do músico norte-americano "Weird Al" Yankovic, lançado em 2009 pela gravadora Legacy Recordings.

## Faixas
Disco 1
1. "Another One Rides the Bus"
2. "Polkas on 45"
3. "Eat It"
4. "I Lost on Jeopardy"
5. "Yoda"
6. "One More Minute"
7. "Like a Surgeon"
8. "Dare to Be Stupid"
9. "Dog Eat Dog"
10. "Lasagna"
11. "Melanie"
12. "Fat"
13. "UHF" (single version)
14. "The Biggest Ball of Twine in Minnesota"
15. "Trigger Happy"
16. "Smells Like Nirvana"
17. "You Don't Love Me Anymore"
18. "Bedrock Anthem"
19. "Frank's 2000" TV"
20. "Jurassic Park"

Disc 2
1. "Since You've Been Gone"
2. "Amish Paradise"
3. "Gump"
4. "Everything You Know Is Wrong"
5. "The Night Santa Went Crazy" (versão Extra Gory) (Lado-b do single "Amish Paradise")
6. "Your Horoscope for Today"
7. "It's All About the Pentiums"
8. "The Saga Begins"
9. "Albuquerque"
10. "eBay"
11. "Bob"
12. "Hardware Store"
13. "I'll Sue Ya"
14. "Canadian Idiot"
15. "Pancreas"
16. "Don't Download This Song"
17. "White & Nerdy"
18. "Trapped in the Drive-Thru"